# Rob Thomas-diszkográfia
Az amerikai popénekes, Rob Thomas diszkográfiája öt stúdióalbumot, két középlemezt, huszonkét kislemezt és tizenhárom videóklipet tartalmaz.

## Stúdióalbumok
| Év                                                           | Album információ                                                                                                   | Helyezések | Helyezések | Helyezések | Helyezések | Helyezések | Helyezések | Helyezések | Helyezések | Helyezések | Helyezések | Helyezések | Eladási minősítések                                |
| Év                                                           | Album információ                                                                                                   | USA        | AUS        | AUT        | CAN        | GER        | NOR        | NZL        | SWE        | SWI        | UK         | HUN        | Eladási minősítések                                |
| ------------------------------------------------------------ | --- | ---------- | ---------- | ---------- | ---------- | ---------- | ---------- | ---------- | ---------- | ---------- | ---------- | ---------- | -------------------------------------------------- |
| 2005                                                         | …Something to Be - Megjelent: 2005. április 5. - Kiadó: Atlantic - Formátum: CD, digitális letöltés                | 1          | 1          | 19         | 2          | 10         | 13         | 14         | 19         | 19         | 11         | 37         | - USA: 2× Platina - AUS: 3× Platina - CAN: Platina |
| 2009                                                         | Cradlesong - Megjelent: 2009. június 30. - Kiadó: Atlantic - Formátum: CD, digitális letöltés                      | 3          | 3          | —          | 8          | 40         | —          | 17         | —          | 56         | 75         | —          | - USA: Arany - AUS: 2× Platina                     |
| 2015                                                         | The Great Unknown - Megjelent: 2015. augusztus 21. - Kiadó: Atlantic - Formátum: CD, digitális letöltés            | 6          | 4          | —          | 13         | —          | —          | 31         | —          | —          | 95         | 13         | —                                                  |
| 2019                                                         | Chip Tooth Smile - Megjelent: 2019. április 26. - Kiadó: Atlantic - Formátum: CD, digitális letöltés               | 13         | 3          | —          | 36         | —          | —          | —          | —          | —          | —          | —          | —                                                  |
| 2021                                                         | Something About Christmas Time - Megjelent: 2021. október 22. - Kiadó: Atlantic - Formátum: CD, digitális letöltés | —          | —          | —          | —          | —          | —          | —          | —          | —          | —          | —          | —                                                  |
| "—" nem fért fel a listára, vagy nem jelent meg az országban | |            |            |            |            |            |            |            |            |            |            |            |                                                    |

## Középlemezek
| Év                                                            | Cím                | Információ                                                                          | Helyezések | Eladási minősítések                                                                |
| Év                                                            | Cím                | Információ                                                                          | USA        | Eladási minősítések                                                                |
| ------------------------------------------------------------- | ------------------ | ----------------------------------------------------------------------------------- | ---------- | ---------------------------------------------------------------------------------- |
| 2005                                                          | …Something More EP | - Megjelent: 2005. április 19. - Kiadó: Atlantic - Formátum: CD, digitális letöltés | —          | (Kizárólag az amerikai Target áruházak forgalmazták, Magyarországon nem adták ki.) |
| 2010                                                          | Someday EP         | - Megjelent: 2010. március 22. - Kiadó: Atlantic - Formátum: CD, digitális letöltés | 91         | —                                                                                  |
| "—" nem fért fel a listára, vagy nem jelent meg az országban. |                    |                                                                                     |            |                                                                                    |

## Kislemezek

### Mint fő előadó
| 2003                                                          | A New York Christmas                                       | —  | —  | —  | —  | —  | —  | —  | —  | —  | —  | —  | —  | —  | —  | —                             | Nem jelent meg albumon             |
| 2005                                                          | Lonely No More                                             | 6  | 1  | 3  | 24 | —  | 16 | 39 | 9  | 10 | 24 | 11 | 1  | 1  | 40 | - USA: Platina - AUS: Platina | ...Something to Be                 |
| 2005                                                          | This Is How a Heart Breaks                                 | 52 | 25 | 13 | —  | —  | —  | —  | 24 | —  | —  | 67 | —  | 39 | —  | - USA: Arany                  | ...Something to Be                 |
| 2005                                                          | Ever the Same                                              | 48 | 4  | 29 | —  | —  | —  | —  | 34 | —  | —  | —  | —  | —  | —  | - USA: Arany                  | ...Something to Be                 |
| 2006                                                          | …Something to Be                                           | —  | —  | 40 | —  | —  | —  | —  | —  | —  | —  | —  | —  | —  | —  | —                             | ...Something to Be                 |
| 2006                                                          | Streetcorner Symphony                                      | 64 | 4  | —  | —  | —  | —  | —  | —  | —  | —  | —  | —  | —  | —  | —                             | ...Something to Be                 |
| 2007                                                          | Little Wonders                                             | 58 | 11 | 20 | 13 | 22 | 20 | —  | —  | —  | 40 | —  | —  | —  | —  | —                             | A Robinson család titka (filmzene) |
| 2009                                                          | Her Diamonds                                               | 23 | 2  | 3  | —  | 27 | 79 | —  | 35 | —  | —  | —  | 11 | —  | —  | - USA: Arany - AUS: Platina   | Cradlesong                         |
| 2009                                                          | Give Me the Meltdown                                       | —  | 30 | 41 | —  | 89 | —  | —  | —  | —  | —  | —  | —  | —  | —  | —                             | Cradlesong                         |
| 2009                                                          | Someday                                                    | 59 | 4  | —  | —  | —  | —  | —  | —  | —  | —  | —  | 30 | —  | —  | —                             | Cradlesong                         |
| 2010                                                          | Mockingbird                                                | 95 | 27 | 50 | —  | 73 | —  | —  | —  | —  | —  | —  | —  | —  | —  | —                             | Cradlesong                         |
| 2010                                                          | Real World '09                                             | —  | 29 | —  | —  | —  | —  | —  | —  | —  | —  | —  | —  | —  | —  | —                             | Cradlesong                         |
| 2015                                                          | Trust You                                                  | —  | 26 | —  | —  | —  | —  | —  | —  | —  | —  | —  | —  | —  | —  | —                             | The Great Unknown                  |
| 2015                                                          | Hold On Forever                                            | —  | 25 | 55 | —  | —  | —  | —  | —  | —  | —  | —  | —  | —  | —  | —                             | The Great Unknown                  |
| 2016                                                          | Pieces                                                     | —  | 12 | —  | —  | —  | —  | —  | —  | —  | —  | —  | —  | —  | —  | —                             | The Great Unknown                  |
| 2016                                                          | Heaven Help Me                                             | —  | 32 | —  | —  | —  | —  | —  | —  | —  | —  | —  | —  | —  | —  | —                             | The Great Unknown                  |
| 2019                                                          | One Less Day (Dying Young)                                 | —  | 18 | —  | —  | —  | —  | —  | —  | —  | —  | —  | —  | —  | —  | —                             | Chip Tooth Smile                   |
| 2019                                                          | Can't Help Me Now                                          | —  | 16 | —  | —  | —  | —  | —  | —  | —  | —  | —  | —  | —  | —  | —                             | Chip Tooth Smile                   |
| 2020                                                          | I Believe in Santa Claus (Abby Anderson-nal)               | —  | —  | —  | —  | —  | —  | —  | —  | —  | —  | —  | —  | —  | —  | —                             | Something About Christmas Time     |
| 2021                                                          | Christmas Time (Ingrid Michaelson részvételével)           | —  | —  | —  | —  | —  | —  | —  | —  | —  | —  | —  | —  | —  | —  | —                             | Something About Christmas Time     |
| 2021                                                          | Santa Don't Come Here Anymore (Brad Paisley részvételével) | —  | —  | —  | —  | —  | —  | —  | —  | —  | —  | —  | —  | —  | —  | —                             | Something About Christmas Time     |
| 2021                                                          | That Spirit of Christmas (BeBe Winans részvételével)       | —  | —  | —  | —  | —  | —  | —  | —  | —  | —  | —  | —  | —  | —  | —                             | Something About Christmas Time     |
| "—" nem fért fel a listára, vagy nem jelent meg az országban. |                                                            |    |    |    |    |    |    |    |    |    |    |    |    |    |    |                               |                                    |

### Közreműködő előadóként
| 1999                                                          | Smooth                                              | Santana | 1 | 11 | 4 | 9 | 13 | 21 | 18 | 40 | 18 | 3 | - AUS: 2× Platina - USA: Platina | Supernatural           |
| 2011                                                          | Sunshine of Your Love                               | Santana | — | —  | — | — | —  | 11 | —  | —  | —  | — | —                                | Guitar Heaven          |
| 2021                                                          | Move (Rob Thomas és American Authors részvételével) | Santana | — | 11 | — | — | —  | —  | —  | —  | —  | — | —                                | Blessings and Miracles |
| "—" nem fért fel a listára, vagy nem jelent meg az országban. |                                                     |         |   |    |   |   |    |    |    |    |    |   |                                  |                        |

## Videóklipek
| Év   | Cím                        | Rendező(k)      |
| ---- | -------------------------- | --------------- |
| 2005 | Lonely No More             | Joseph Kahn     |
| 2005 | This Is How a Heart Breaks | Pedro Romhanyi  |
| 2005 | Ever the Same              | Phil Harder     |
| 2007 | Little Wonders             | Dave Meyers     |
| 2009 | Her Diamonds               | Dave Meyers     |
| 2009 | Give Me the Meltdown       | Walter Robot    |
| 2009 | Someday                    | Alan Ferguson   |
| 2015 | Trust You                  | Phil Harder     |
| 2015 | Hold On Forever            | Alex Herron     |
| 2016 | Pieces                     | Garen Barsegian |
| 2019 | One Less Day (Dying Young) | Andy Morahan    |
| 2019 | Can't Help Me Now          | Kevin Slack     |
| 2021 | Small Town Christmas       | ?               |

## DVD-k
1. Supernatural Live – An Evening with Carlos Santana & Friends (2000. szeptember 12.)
Santana és együttese 2000. április 8-án a kaliforniai Pasadenában, a Civic Auditoriumban közös koncertet adott a Supernaturalen közreműködő sztárokkal, valamint Sarah McLachlan énekesnővel. A koncertről Rob sem maradt le, vele természetesen a Smoothot adták elő.
2. Live8 – July 2nd, 2005 (2005. november 8.)
A 2005-ös, 10 helyszínen zajló megakoncert négy lemezes DVD-változata. Rob eredetileg előadott öt dala közül kettő került fel a kiadványra, a Lonely No More és a Stevie Wonder-rel közösen előadott Higher Ground.
3. Santana – Live by Request (2005. november 15.)
Az amerikai A&E tv-csatornán 2002. október 18-án sugárzott Live by Request c. műsor felvétele. A koncert során Santana és Rob természetesen a Smoothot énekelte el.
4. Rob Thomas Video EP (2005. november 22.)
Rob első önálló DVD-je, amit kizárólag az amerikai Wal-Mart hypermarketek forgalmaztak. A kiadványból származó bevételeket a Sidewalk Angels alapítvány javára fordította.
Tartalom
1. Lonely No More – Making Of (Így készült…)
2. Lonely No More – Video
3. This Is How A Heart Breaks – Video
4. Lonely No More Live – MTV ReAct Now: Music & Relief koncert

5. Live at Red Rocks (2009. június 30.)
Thomas első önálló koncert DVD-je is, amit a Something To Be Turné coloradói állomásán vettek fel 2006. június 28-án.

Az énekes első szólóalbumának felvételeit, annak promotálását, valamint Rob és Marisol Thomas magánéletét bemutató dokumentumfilm, amelyet 2007. április 19-én mutattak be a Nashville-i Filmfesztiválon. Szereplők: Rob Thomas, Alicia Keys, John Mayer, Carlos Santana, Robert Randolph, Wendy Melvoin, Jeff Trott, Mike Elizondo, Gerald Heyward és Clive Davis. Rendező: Gillian Grisman.

## Egyéb
Rob Thomas hivatalos digitális katalógusa az Apple iTunes Store oldalán. Rob eddig megjelent dalain kívül az oldalon letölthetők még remixek, az iTunes Store-nak készült exkluzív felvételek, valamint rövid üzenetek, amelyekben Rob a dalszerzésről és különböző dalainak létrejöttéről beszél.

## Fordítás
Ez a szócikk részben vagy egészben  a   Rob Thomas discography című angol Wikipédia-szócikk fordításán alapul.  Az eredeti cikk szerkesztőit annak laptörténete sorolja fel. Ez a jelzés csupán a megfogalmazás eredetét és a szerzői jogokat jelzi, nem szolgál a cikkben szereplő információk forrásmegjelöléseként.